# Carex kyyhkynenii
Carex kyyhkynenii är en halvgräsart som beskrevs av Ilmari Hiitonen. Carex kyyhkynenii ingår i släktet starrar, och familjen halvgräs. Inga underarter finns listade i Catalogue of Life.